# Mokschanische Sprache
Das Mokscha-Mordwinische (mokschanisch мокшень, mokšanj) ist der kleinere der beiden Hauptdialekte der mordwinischen Sprache, die zur wolgafinnischen Gruppe der finno-ugrischen Sprachen gehört. Mokschanisch wird von etwa einem Drittel der 750.000 Sprecher des Mordwinischen verwendet.

## Entwicklung der Sprache und gegenwärtige Situation
Im 19. Jahrhundert wurden in verschiedenen Dialekten von Ersjanisch und Mokschanisch Bücher und religiöse Texte sowie Grammatiken von Ersja und Mokscha veröffentlicht (in Russland, Finnland und Ungarn). In den 1920er Jahren begann die Entwicklung der Literatursprachen Ersja und Mokscha und es wurden kulturelle Einrichtungen für die mordwinischen Sprachen gegründet. Als Grundlage für die Literatursprachen wurde jeweils der zentrale Dialekt gewählt. Der 1928 gegründete Autonome Kreis Mordwinien wurde 1934 in eine autonome sozialistische Republik umgewandelt und 1994 zur Republik Mordwinien. Nur 32 % der Einwohner dieser Republik sind Mordwiner, zwei Drittel der Mordwiner leben außerhalb der Republik.
Unter Josef Stalin begann in der zweiten Hälfte der 1930er Jahre der Große Terror, die gesamten mordwinischen Intellektuellen wurde entweder inhaftiert oder aufgrund erfundener Anschuldigungen hingerichtet. Durch Säuberungen verschlechterte sich die nationale Identität. Das System des muttersprachlichen Unterrichts begann infolge der Schulreform in den 1950er Jahren zu zerfallen, so dass Mordwinisch heute nur noch in der ersten Klasse und als Unterrichtsfach für einige Stunden in der Woche unterrichtet wird.
Ein Drittel der Mordwiner konnte im Jahr 1989 ihre eigene Sprache nicht, bei der Volkszählung 2010 war der Anteil weiter auf fast die Häffte gestiegen. Der Prozess des Sprachwandels wird sich in den kommenden Jahrzehnten mit zunehmender Geschwindigkeit fortsetzen, da die meisten von ihnen zu den jüngeren Altersgruppen gehören.
Auch in den mordwinischen Gebieten löste der Zerfall der Sowjetunion und die Demokratisierung Russlands eine zerbrechliche nationale Wiederbelebung aus, welche jedoch mit dem Auftreten wirtschaftlicher Schwierigkeiten schnell wieder im Keim erstickt wurde. Das 1998 erlassene Sprachgesetz ist so vage formuliert, dass es keine Rechte für die Benutzer des Mordwinischen garantieren kann. Die zentralistische Macht in Russland wurde unter der Regierung von Wladimir Putin gestärkt und die Rechte der Minderheiten beispielsweise in der Gesetzgebung und im Bildungswesen eingeschränkt.
Alle Ersjas und Mokschas kennzeichnen sich durch Zweisprachigkeit aus; sie ist unidirektional; Russischsprachige erwerben keine Kenntnisse der mordwinischen Sprachen. Immer schneller nimmt daher auch die Zahl der Kinder ab, die in Kindergärten oder Schulen Ersja oder Mokscha lernen.

## Grammatik

### Morphosyntax
Wie andere uralische Sprachen ist Mokscha eine agglutinierende Sprache mit ausgefeilten Systemen der Kasusmarkierung und Konjugation, Postpositionen, ohne grammatisches Geschlecht und ohne Artikel.

### Morphologie

#### Nomen
Sowohl Ersjanisch als auch Mokscha unterscheiden zwischen unbestimmten und bestimmten Formen des Nominals.

### Pronomen
| Fall      | Singular              | Singular              | Singular                | Plural         | Plural         | Plural         |
| Fall      | 1.                    | 2.                    | 3.                      | 1.             | 2.             | 3.             |
| --------- | --------------------- | --------------------- | ----------------------- | -------------- | -------------- | -------------- |
| Nominativ | [mon]                 | [ton]                 | [son]                   | [minʲ]         | [tʲinʲ]        | [sʲinʲ]        |
| Genitiv   | [monʲ]                | [tonʲ]                | [sonʲ]                  | [minʲ]         | [tʲinʲ]        | [sʲinʲ]        |
| Allativ   | [monʲdʲəjnʲæ, tʲejnæ] | [ˈtonʲdʲəjtʲ, tʲəjtʲ] | [ˈsonʲdʲəjzɑ, ˈtʲejnzɑ] | [minʲdʲəjnʲek] | [tinʲdʲəjnʲtʲ] | [sʲinʲdʲəst]   |
| Ablativ   | [ˈmonʲdʲədən]         | [ˈtonʲdʲədət]         | [ˈsonʲdʲədənzɑ]         | [minʲdʲənk]    | [minʲdʲədent]  | [sʲinʲdʲədəst] |

### Verben
Die Zitierform der Mokscha-Verben ist ein Infinitiv, der mit -ms gebildet wird. Der Vokalfinale Stamm eines Verbs kann durch Abtrennen dieser Endung gefunden werden, z. B. jarsams 'essen', Vokalstamm jarsa-; jarsavtoms 'füttern', Vokalstamm jarsavto-; jars'rems 'essen', Vokalstamm jar's'n'e-.
Der Konsonanten-Endstamm erhält man durch Abtrennen des letzten Vokals, z. B. jars-, jarsavt-, jar's'n'-.

## Syntax
Der reichhaltige formale morphologische Apparat der Sprache erlaubt es, dass die Reihenfolge der Konstituenten eher semantische, logische, pragmatische und stilistische Funktionen erfüllt als grammatische. So kann ein viergliedriger Satz mit Subjekt, Objekt, Adverb und Verb in jeder der theoretisch möglichen vierundzwanzig Ordnungen auftreten. Die Grundregel lautet: Thema zum Kopf des Satzes, fokalisiertes Element unmittelbar vor dem finiten Verb; ein fokalisiertes Verb muss also satzinitial stehen.
Die Reihenfolge ist Subjekt-Verb-Objekt.

## Phonologie

### Betonung
Die Wortbetonung ist relativ frei, jedoch auch nicht willkürlich, es gibt bestimmte Tendenzen, die Betonung fällt in beiden Sprachen meist auf die erste Silbe.

## Übliche Ausdrücke
| Deutsch                      | Mokscha                                                                                   |
| ---------------------------- | ----------------------------------------------------------------------------------------- |
| Willkommen                   | Сувак пара мяльса (Suvak para mäljsa) – sg s Сувада пара мяльса (Suvada para mäljsa) – pl |
| Hallo (Allgemeine Begrüßung) | Шумбрат (Şumbrat) – inf/sg Шумбратада (Şumbratada) – frm/pl                               |
| Hallo (am Telefon)           | Алло (Allo)                                                                               |
| Lange nicht mehr gesehen     | Кунара иземе васьфне (Kunara izemä vasjfnä) Кунара ашеме васьфне (Kunara aşemä vasjfnä)   |
| Wie ist Ihr Name?            | Кода тонь лемце? (Koda tonj lemtsä?)                                                      |
| Guten Morgen!                | Шумбра шобдава! (Şumbra şobdava!)                                                         |
| Ja                           | Ина (Ina) Стане (Stanä)                                                                   |
| Nein                         | Аш (Ash)                                                                                  |

## Besonderheiten des Mokschanischen
Im Gegensatz zum Ersjanischen, das nur die Vokalphoneme a, e, i, o, u kennt, weist das Mokschanische auch die Laute ä und y (ein reduzierter Laut ähnlich dem russischen ы) auf und wird in der Regel auf der ersten Silbe betont. Außerdem verfügt das Mokschanische über zwölf Kasus gegenüber elf im Ersjanischen. Im Mokschanischen sind größere Einflüsse des Tatarischen nachzuweisen.

## Sprachpolitik
Im Rahmen des Joint Programme “Minorities in Russia: Developing Culture, Language, Media and Civil Society” des Europarats, der Europäischen Kommission und Russlands wurden in Mordwinien vier Projektanträge eingereicht, die die Förderung der ersjanischen und mokschanischen Sprache zum Ziel haben.